# Chartreuse de Pierre-Châtel
La chartreuse de Pierre-Châtel est une ancienne forteresse devenue un monastère fortifié, mentionné au XIVe siècle, dont les vestiges se dressent sur la commune de Virignin dans le département de l'Ain en région Auvergne-Rhône-Alpes. Elle a succédé à un ancien château fort du XIIIe siècle des comtes de Savoie, et le site est refortifié au XIXe siècle, après le départ des chartreux.
L'ensemble des bâtiments cartusiens, murs d'enceinte et de soutènement, tours, portes d'entrée, cours, anciens jardins et terrasses de l'ancienne chartreuse, y compris les vestiges du château comtal ainsi que les éléments de la fortification du XIXe siècle situés au lieu-dit « Fort-de-Pierre-Châtel » font l’objet d’un classement au titre des monuments historiques par arrêté du 1er février 1996, remplacé par un classement plus global le 9 mars 2015.

## Nom
Le toponyme de Pierre-Châtel est du nom du rocher sur lequel a été édifié le château. Le site est mentionné dans les documents médiévaux sous les formes suivantes : Petra Castri (1149), Petra Castelli (1258) ainsi que Pierre Chaste (1579).
En 1383, le château devient une chartreuse et garde le nom de Pierre-Châtel. On trouve ainsi la forme Carthusia Petraa Castri au cours du XIVe siècle.

## Géographie

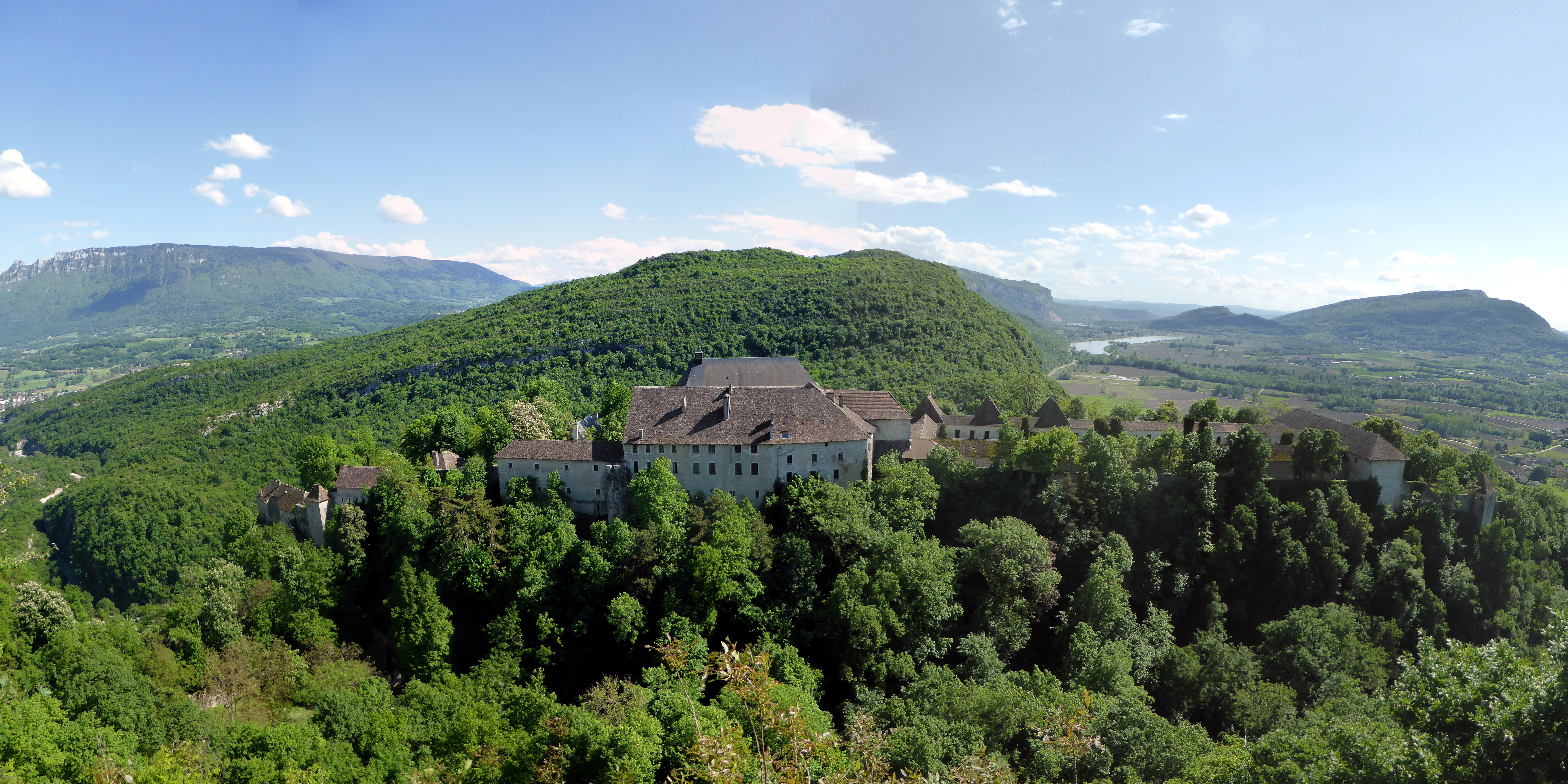
Pierre-Châtel vu depuis le chemin de Fort-les-Bancs.

Pierre-Châtel est installé sur un rocher dominant le Rhône.

## Histoire

### Château de Pierre-Châtel
Le château est édifié ou alors il est utilisé depuis le comte Amédée III de Savoie. Sa position, sur un éperon rocheux accessible en un seul point, lui donne un rôle stratégique qui lui permet de contrôler la route passant par le Rhône et menant au Piémont, entre la Savoie et le Bugey,. Il devient une résidence comtale d'Amédée III à Pierre II. Le château est un site à proximité également de l'évêché de Belley, vassal du comte de Savoie.
Pierre II de Savoie, le 6 mai 1268, rédige au château son testament, et y décède,.
En 1285, Louis de Savoie, frère cadet d'Amédée V de Savoie le reçoit en apanage ainsi que la baronnie de Vaud à titre héréditaire ; Nicolas de Billième (de Billiema) est l'un des arbitres qui les lui attribuèrent.

### Chartreuse de Pierre-Châtel
En 1374, le comte de Savoie, Amédée VI, ordonne la fondation d’une chartreuse dans ce château et y fixe le chef-lieu de l’ordre de l’Annonciade. En 1383, Amédée VI de Savoie lègue ce qui est encore un château à l'ordre des Chartreux. Le prieur d'Aillon, dans les Bauges, en obtient la prise en charge et en devient le commandant de la forteresse. Les travaux commencent en 1384, l’église en 1394. La maladrerie d’Yenne ou léproserie d'Entresaix,  lui est unie en 1391. 
C'est une maison riche et prospère. La chartreuse est en effet en même temps forteresse, avec une petite garnison aux ordres du prieur-gouverneur militaire. Bien que cette fonction soit en contradiction avec la règle cartusienne, il garde cette charge jusqu'en 1583.
La guerre franco-savoyarde ravage ses possessions de 1589 à 1599. Les Français s’en emparent en 1601. Après la cession de la Bresse et du Bugey à la France, La Chapelle de l'Ordre est transportée en 1607, par Charles-Emmanuel Ier, dans l'église des Hermites, dits Camaldules, sur la colline de Turin, et en 1840 dans l'église de là chartreuse de Collegno,près Turin.
La maison est rebâtie à partir de 1666 ; en 1760 les fortifications sont renforcées.  Les moines s'y installent et transforment les lieux. Le 13 février 1790, l'assemblée constituante prononce l'abolition des vœux monastiques et la suppression des congrégations religieuses. Ils seront forcés de quitter le monastère en 1791, après la révolution.

### Fort de Pierre-Châtel

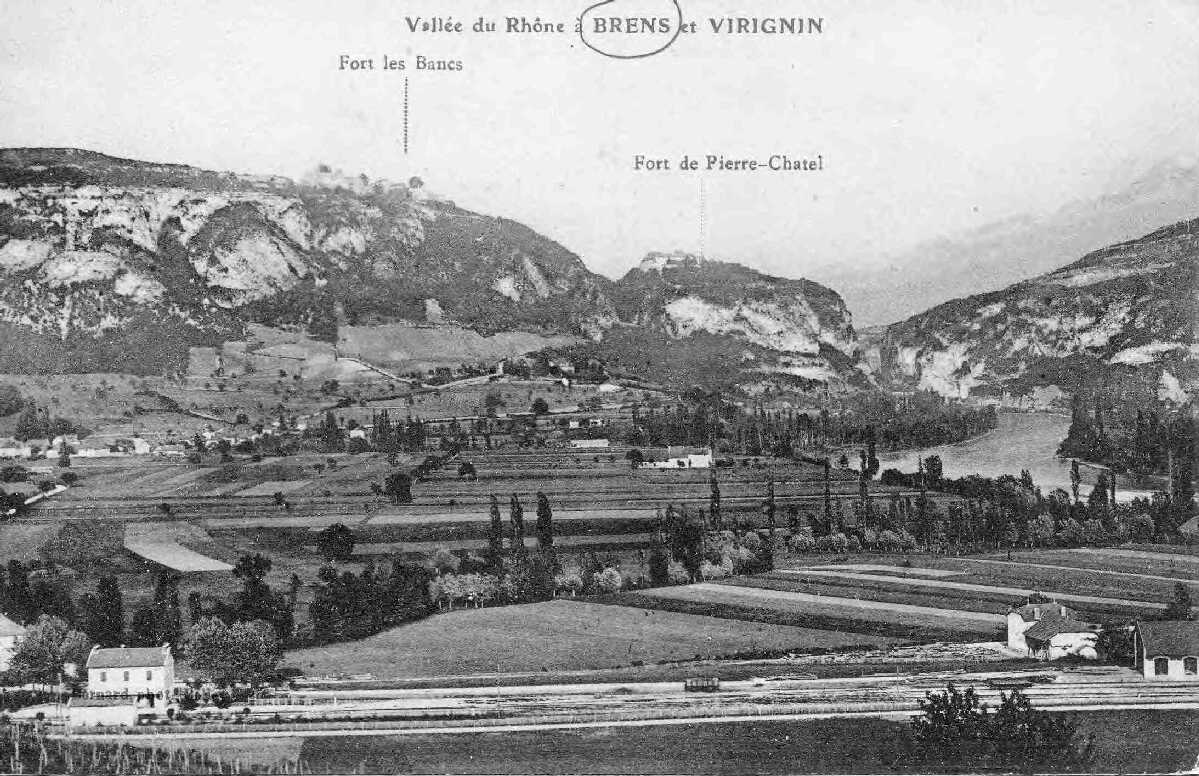
Carte postale ancienne de Brens (Ain) et Virignin mettant en évidence Fort-les-Bancs et Fort de Pierre-Châtel.

En 1825, on y construit le fort de Pierre-Châtel ; démilitarisé en 1933, il est vendu alors aux enchères.

## Les prieurs de Pierre-Châtel
La chartreuse est soumise à l'autorité d'un prieur. L'historien Jean Létanche (1909) donne une liste de ces prieurs de l'année de sa fondation (1383) à sa dissolution (1791) :